# Филатовский сельсовет
Филатовский сельсовет (белор. Філатаўскі сельсавет; до 2012 года — Рубежский) — административная единица на территории Круглянского района Могилёвской области Белоруссии. Административный центр — агрогородок Филатово.

## История
Образован 20 августа 1924 года как Павловичский сельсовет в составе Круглянского района Оршанского округа БССР. Центр-деревня Павловичи. После упразднения окружной системы 26 июля 1930 года в Круглянском районе БССР. С 8 июля 1931 года в составе Толочинского района БССР. С 12 февраля 1935 года сельсовет в составе восстановленного Круглянского района БССР, с 20 февраля 1938 года — Могилевской области. С 16 сентября 1959 года в составе Белыничского района. 11 апреля 1960 года к сельсовету присоединена территория упразднённого Кручанского сельсовета и часть упразднённого Скуратовского сельсовета.
4 июня 1965 года в состав восстановленного Кручанского сельсовета переданы 26 населённых пунктов. С 30 июля 1966 года сельсовет в составе восстановленного Круглянского района. 27 декабря 1977 года центр сельсовета перенесён в деревню Рубеж, сельсовет переименован в Рубежский сельсовет. До 1 января 2005 года центр сельсовета перенесён в деревню Филатово. 
21 декабря 2011 года к сельсовету присоединена территория упразднённого Кручанского сельсовета (17 населённых пунктов: Березка, Угляны, Дорожковичи, Дудаки, Жуково, Коврижено, Круча, Любище, Малые Угляны, Малые Каскевичи, Микулинка, Новое Полесье, Погребище, Стаи, Старое Полесье, Татарка и Янова), сельсовет переименован в Филатовский. 
29 декабря 2020 года упразднена деревня Березка.
22 января 2023 года упразднена деревня Татарка.

## Состав
Филатовский сельсовет включает 30 населённых пунктов:
- Баканово — деревня.
- Большие Каскевичи — деревня.
- Воргутьево — деревня.
- Дорожковичи — деревня.
- Дудаки — деревня.
- Жуково — деревня.
- Зеленьково — деревня.
- Коврижено — деревня.
- Красино — деревня.
- Круча — деревня.
- Любище — деревня.
- Малые Каскевичи — деревня.
- Малые Угляны — деревня.
- Мартьяновичи — деревня.
- Микулинка — деревня.
- Некрасово — деревня.
- Новое Полесье — деревня.
- Павловичи — деревня.
- Переселье — деревня.
- Погребище — деревня.
- Рубеж — деревня.
- Санники — деревня.
- Стаи — деревня.
- Старое Полесье — деревня.
- Угляны — деревня.
- Филатово — агрогородок.
- Хильковичи — деревня.
- Хралищево — деревня.
- Шелковинье — деревня.
- Янова — деревня.

Упразднённые населённые пункты на территории сельсовета:
- Березка — деревня.

- Голошино — деревня.
- Сидорково — деревня.
- Татарка — деревня.